# Musée national de l’Automobile

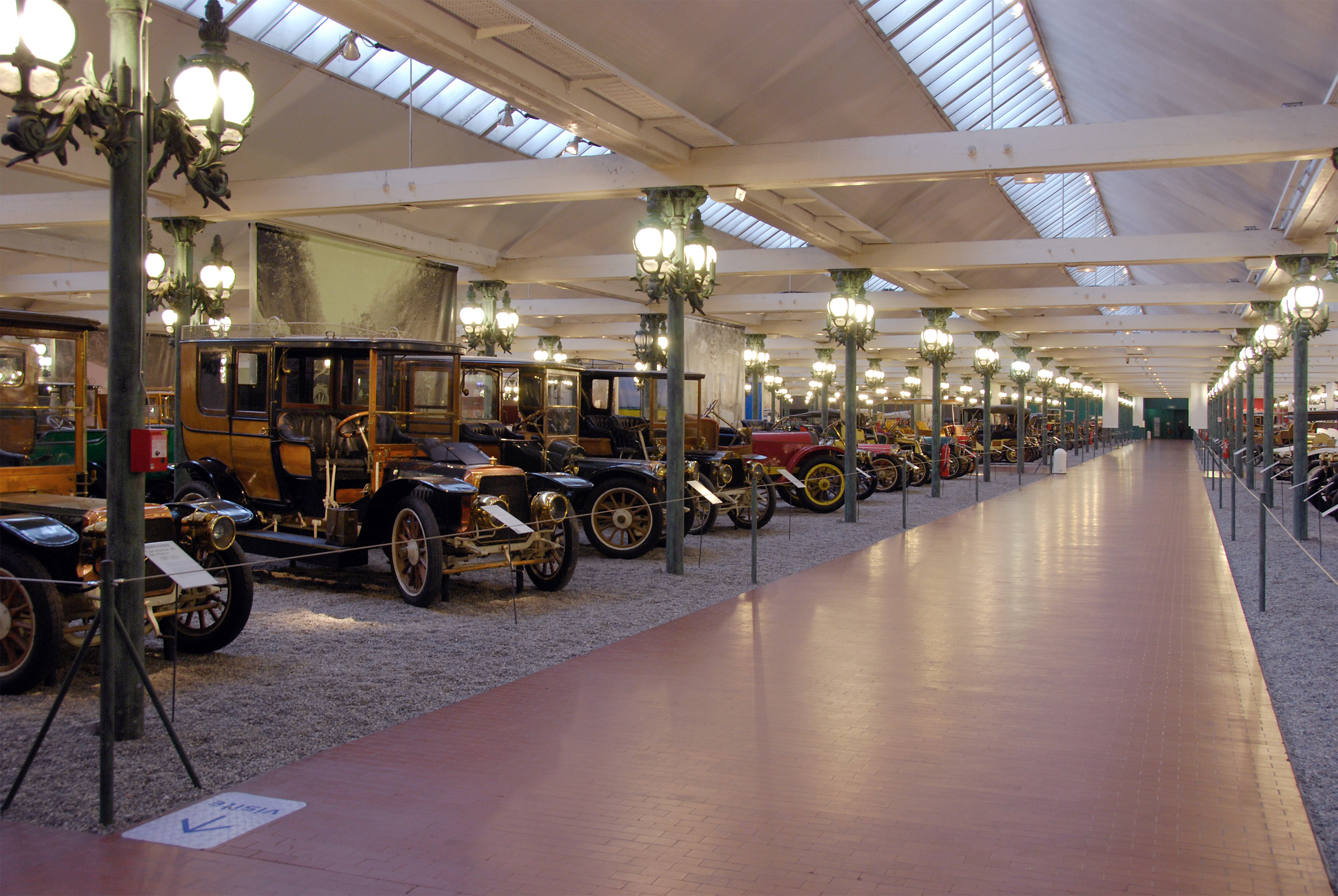
A -es Haupthalle

A Musée National de l’Automobile egy autómúzeum Mulhouseben, Franciaországban. 1978-ban nyílt meg. Itt található a világ legnagyobb Bugatti gyűjteménye. A múzeumban több mint 500 autó van kiállítva. A kiállítás évente 200 000 látogatót vonz.

## A kollekció
- 1 ABC (British),
- 8 Alfa Romeo, 4 Amilcar,
- 2 Arzens,
- 1 Aster,
- 1 Aston Martin,
- 1 Audi,
- 1 Austro-Daimler,
- 3 Ballot,
- 1 Bardon,
- 1 Barraco,
- 2 Barre,
- 1 Baudier,
- 4 Bentley,
- 8 Benz,
- 1 B.N.C,
- 1 Bollée,
- 1 Brasier,
- 123 Bugatti,
- 1 Charron LTD,
- 1 Chrysler,
- 1 Cisitalia,
- 10 Citroën,
- 1 Clément de Dion,
- 2 Clément-Bayard,
- 1 Clément-Panhard,
- 1 Corre-La Licorne,
- 6 Daimler,
- 4 Darracq,
- 1 Decauville,
- 1 De Dietrich,
- 29 De Dion-Bouton,
- 3 Delage,
- 4 Delahaye,
- 2 Delaunay-Belleville,
- 1 Dufaux,
- 1 Ensais,
- 1 Esculape,
- 2 Farman,
- 13 Ferrari,
- 4 Fiat,
- 3 Ford,
- 1 Fouillaron,
- 3 Georges Richard,
- 1 Gladiator,
- 11 Gordini,
- 7 Hispano Suiza,
- 3 Horch,
- 2 Horlacher,
- 1 Hotchkiss et Cie,
- 2 Hotchkiss-Gregoire,
- 1 Jaquot (Dampfwagen),
- 3 Le Zèbre,
- 1 Lorraine-Dietrich,
- 4 Lotus,
- 1 M.A.F.,
- 1 MacLaren-Peugeot,
- 8 Maserati,
- 2 Mathis,
- 1 Maurer-Union,
- 7 Maybach,
- 1 Menier,
- 9 Mercedes,
- 22 Mercedes-Benz,
- 2 Minerva,
- 2 Monet-Goyon,
- 2 Mors,
- 1 Moto-Peugeot,
- 2 Neracar,
- 1 O.M.,
- 19 Panhard & Levassor,
- 1 Pegaso,
- 29 Peugeot,
- 1 Philos,
- 1 Piccard-Pictet,
- 3 Piccolo,
- 2 Pilain,
- 6 Porsche,
- 1 Ravel,
- 18 Renault,
- 1 Rheda,
- 1 Richard-Brasier,
- 1 Ripert,
- 1 Rochet-Schneider,
- 14 Rolls Royce,
- 1 Sage,
- 1 Salmson,
- 1 Scott,
- 1 Sénéchal,
- 5 Serpollet,
- 3 Simca-Gordini,
- 1 Sizaire-Naudin,
- 1 Soncin,
- 1 Standard-Swallow,
- 1 Steyr,
- 2 Talbot,
- 1 Tatra,
- 1 Toyota,
- 1 Trabant,
- 1 Turicum,
- 1 Vaillante,
- 7 Vélo,
- 1 Vélo-Goldschmitt,
- 1 Vélo-Peugeot,
- 1 Vermotel,
- 1 Violet-Bogey,
- 3 Voisin,
- 1 Volkswagen,
- 2 Zedel

## Galéria

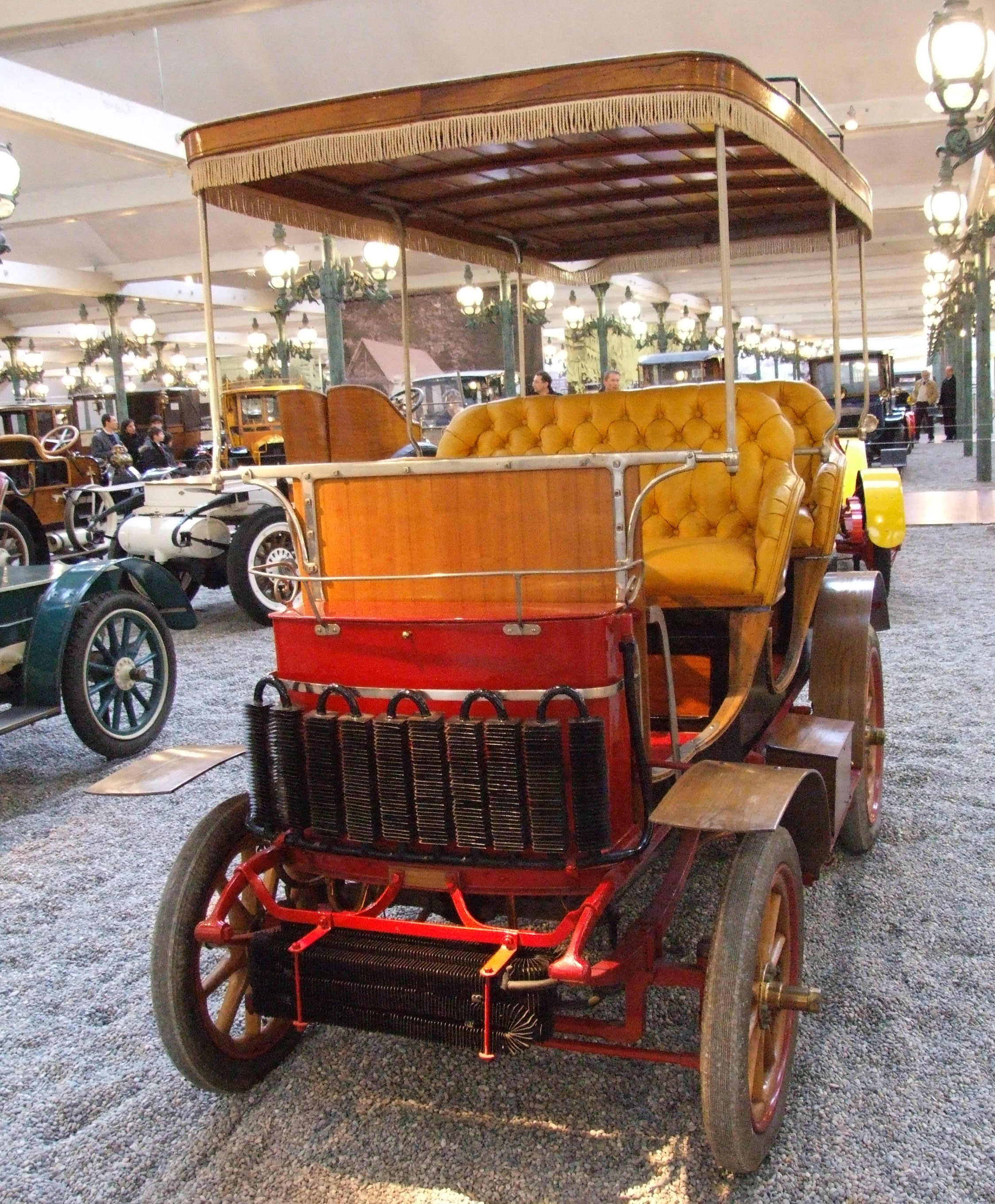
Serpollet Double Phaeton Type A 1902
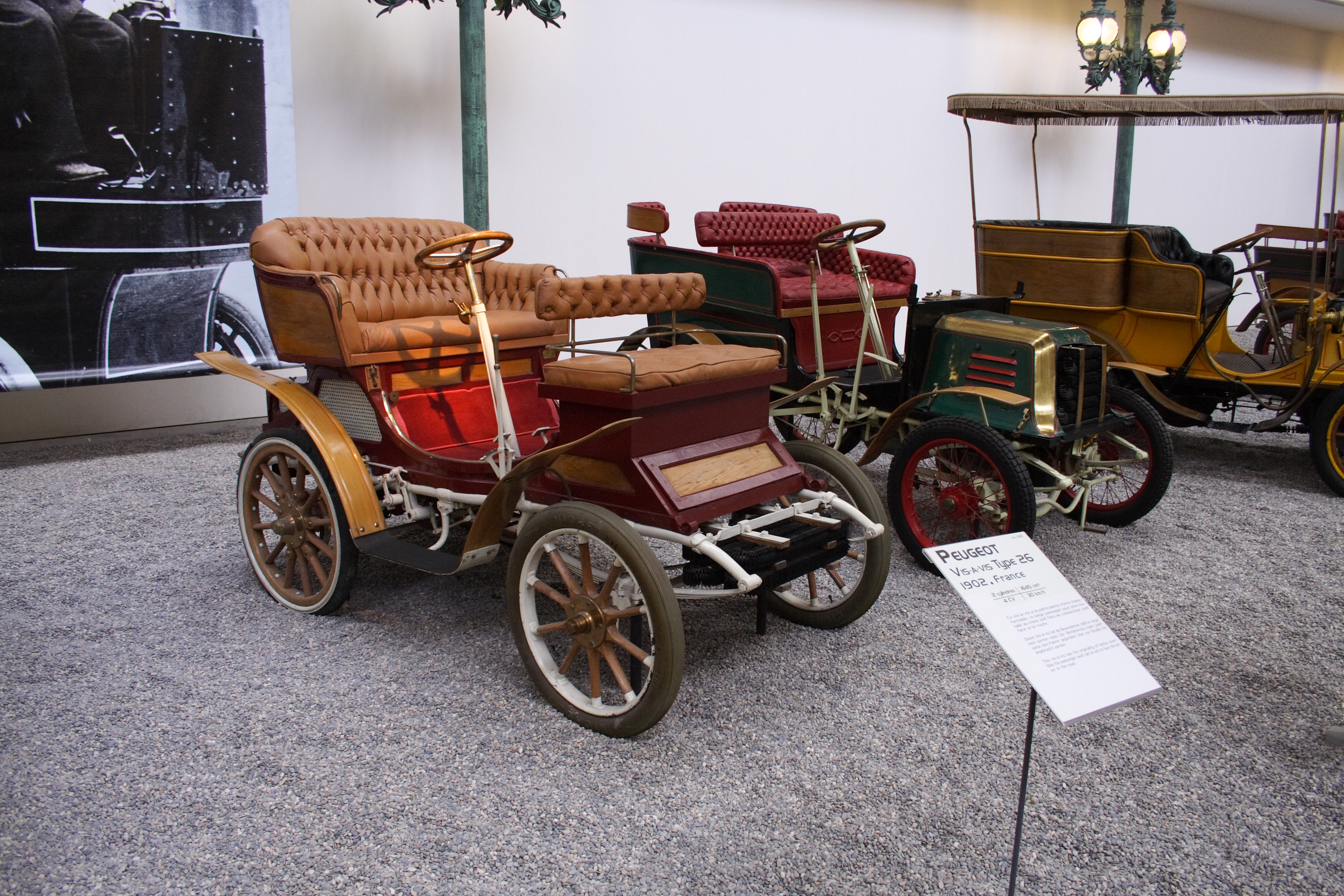
Peugeot VIS-A-VIS Type 26 1902
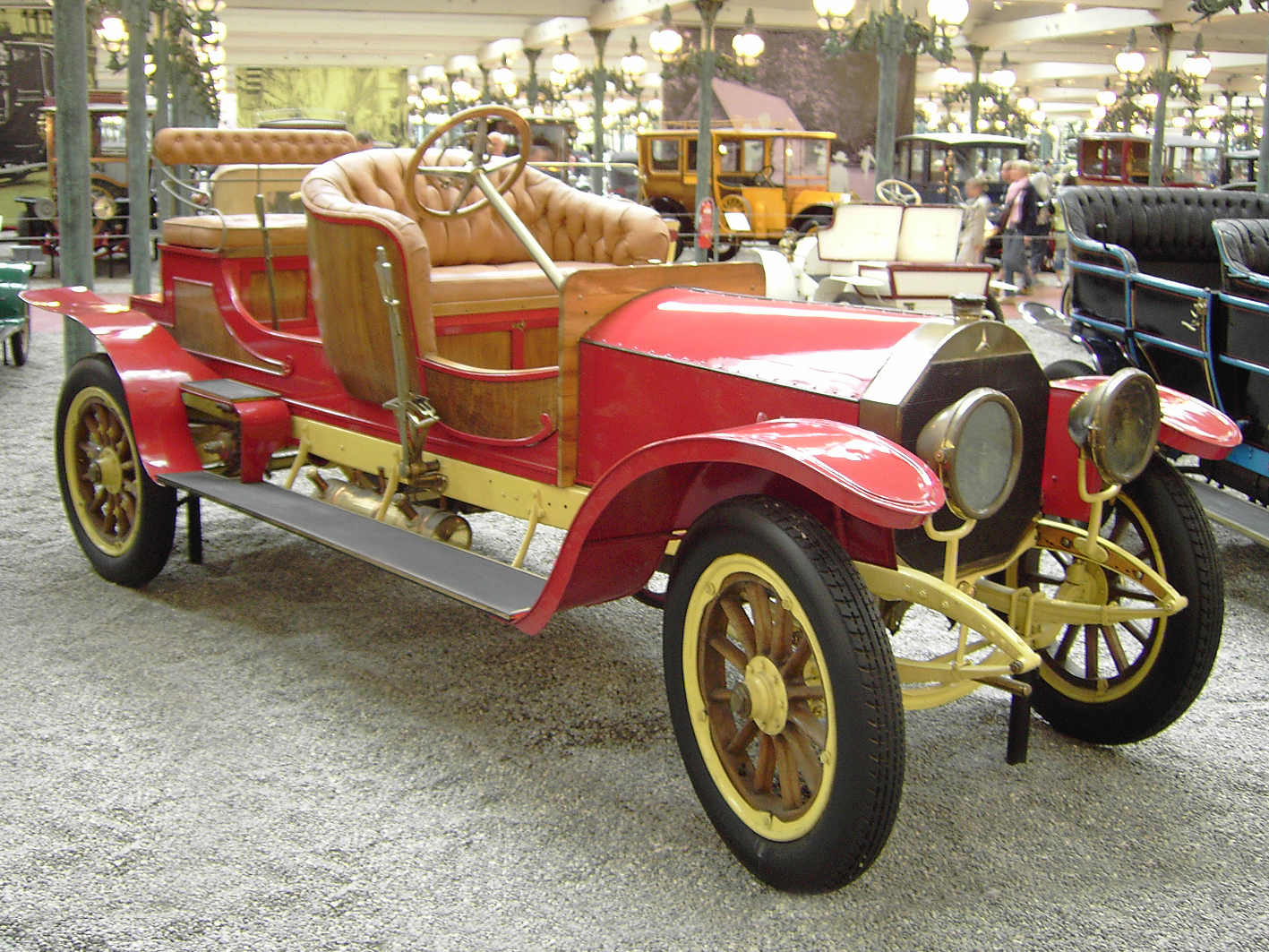
Mercedes Double Phaeton
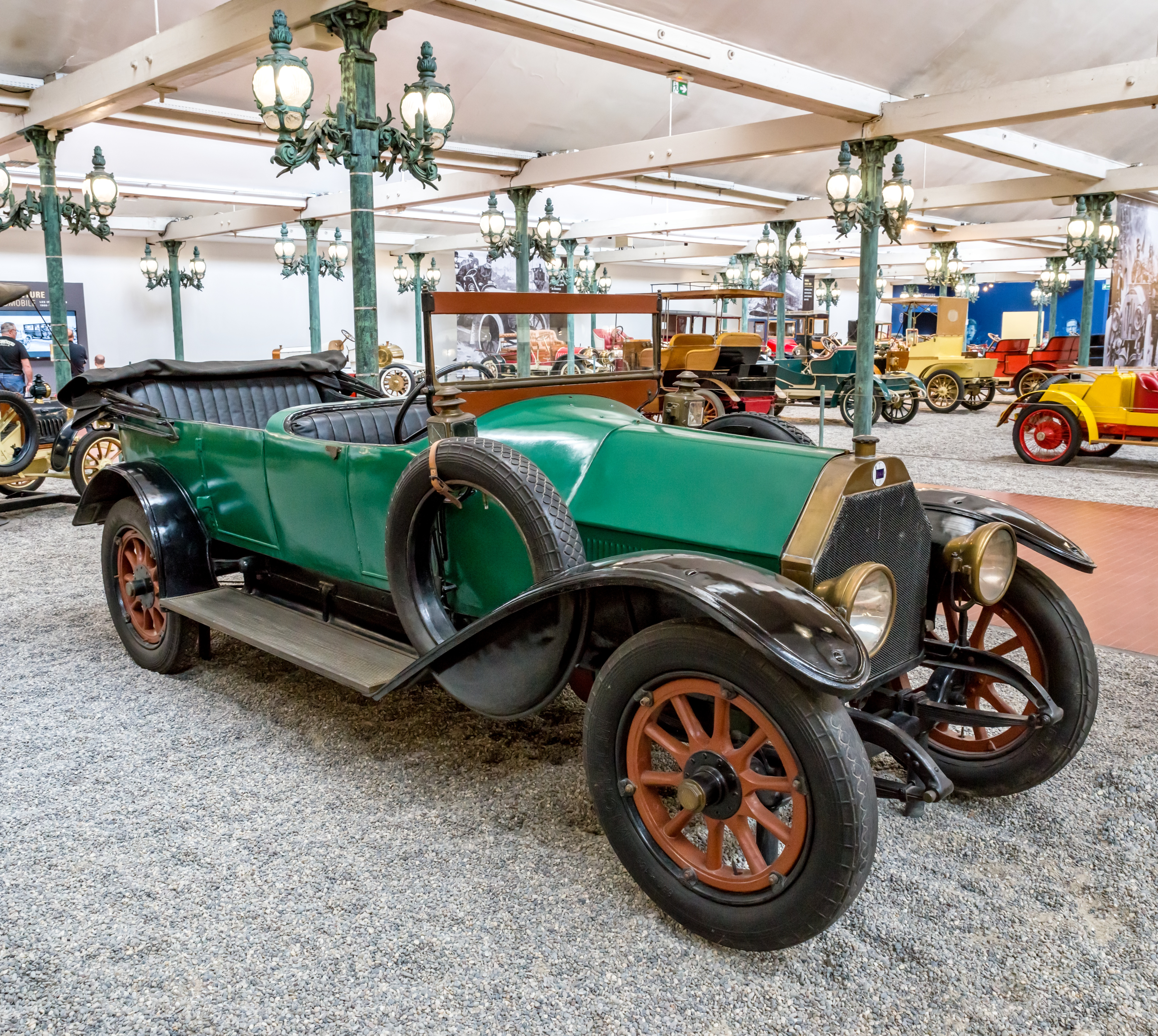
Lancia Torpedo Type Epsilon 1912
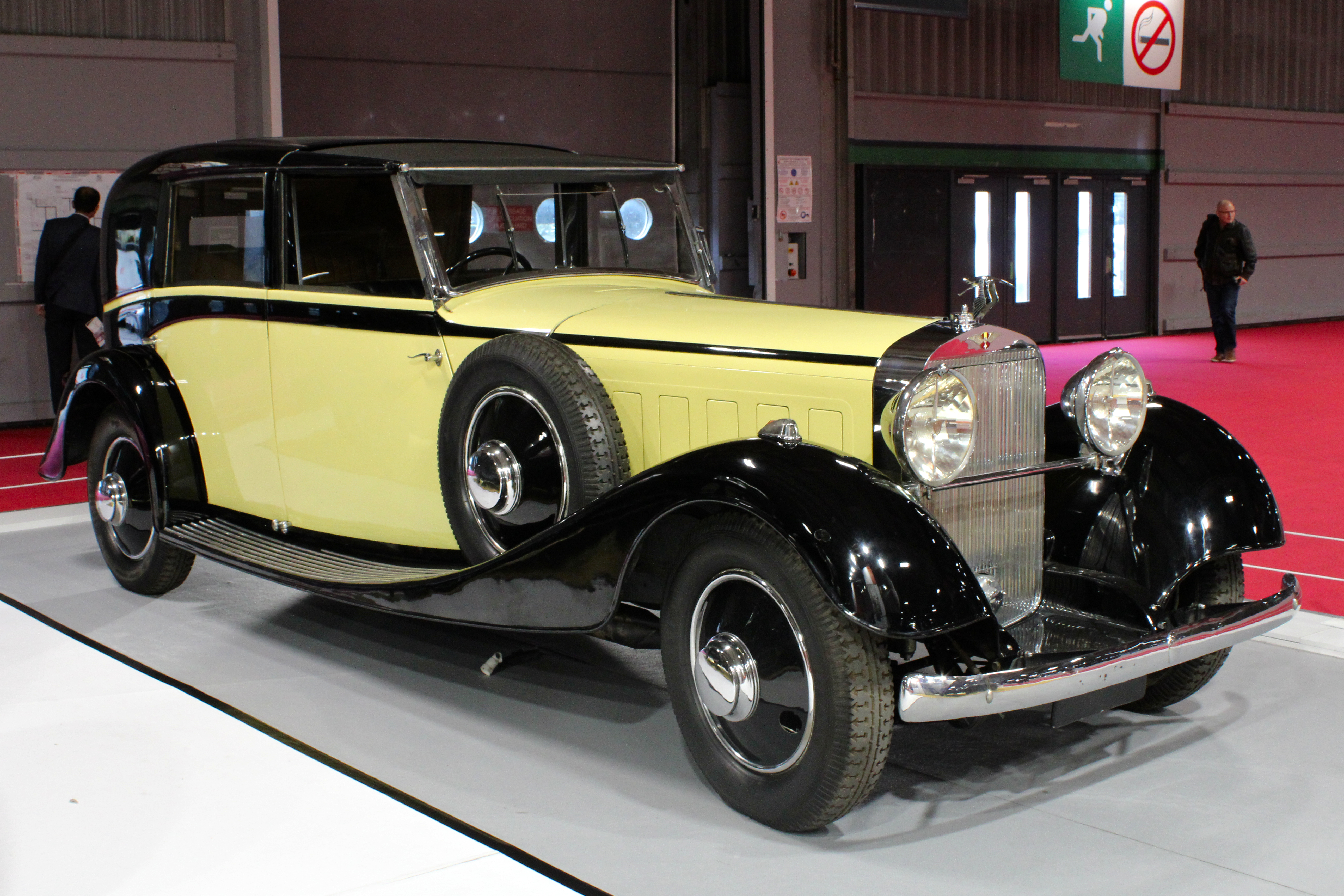
Hispano-Suiza Coupe Chauffeur J12 1934
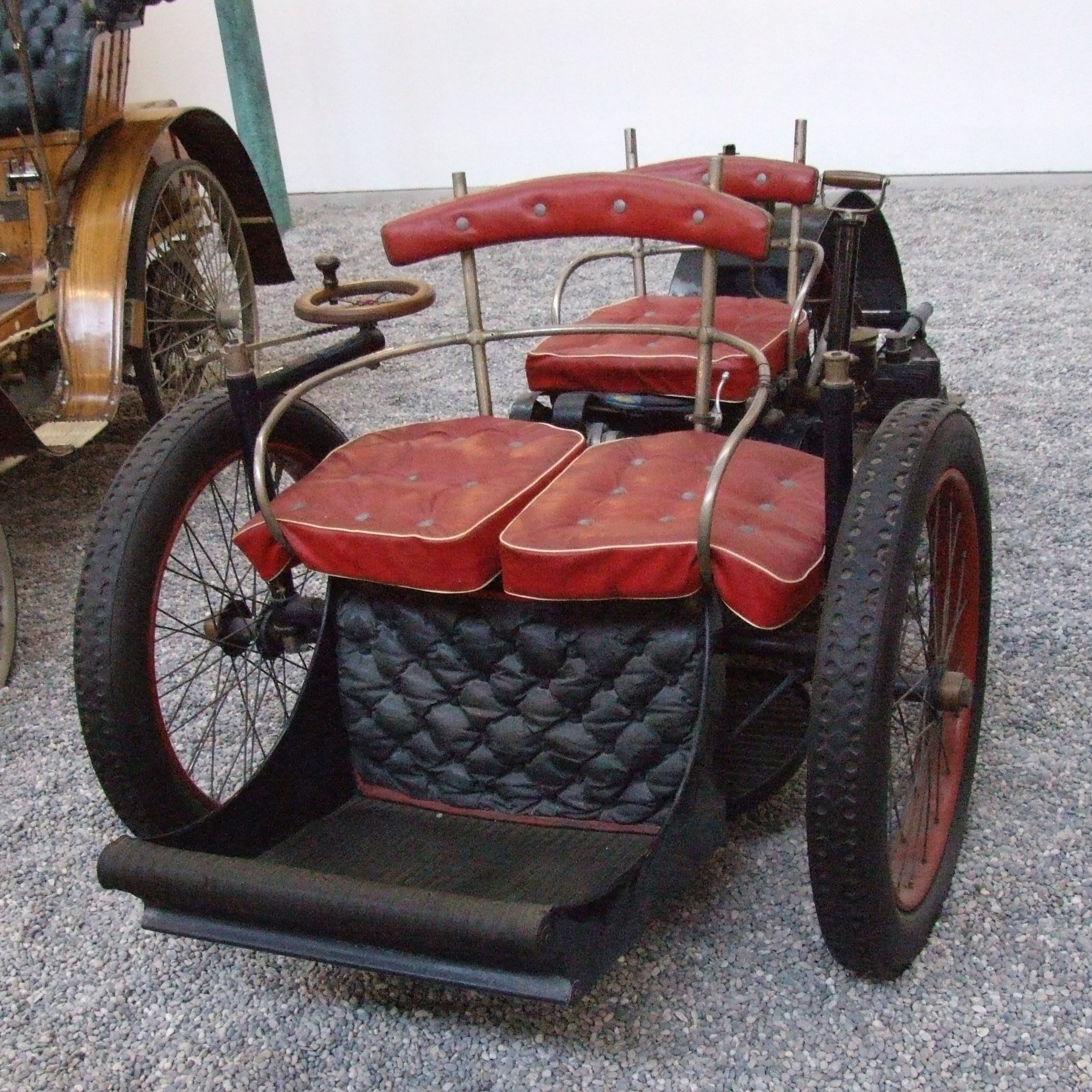
Léon Bollée Tricar, 1896
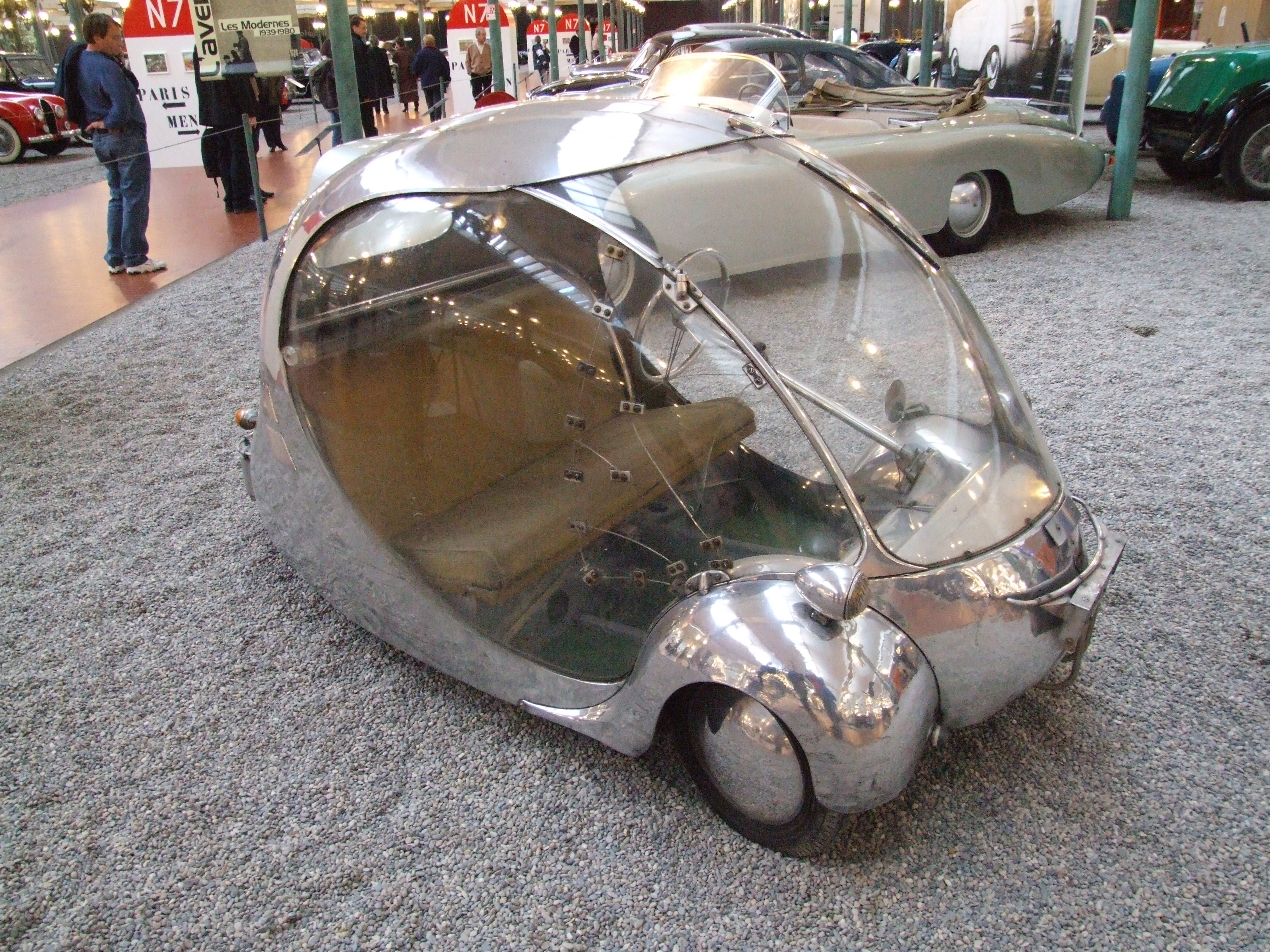
Arzens' Œuf (egg), 1948
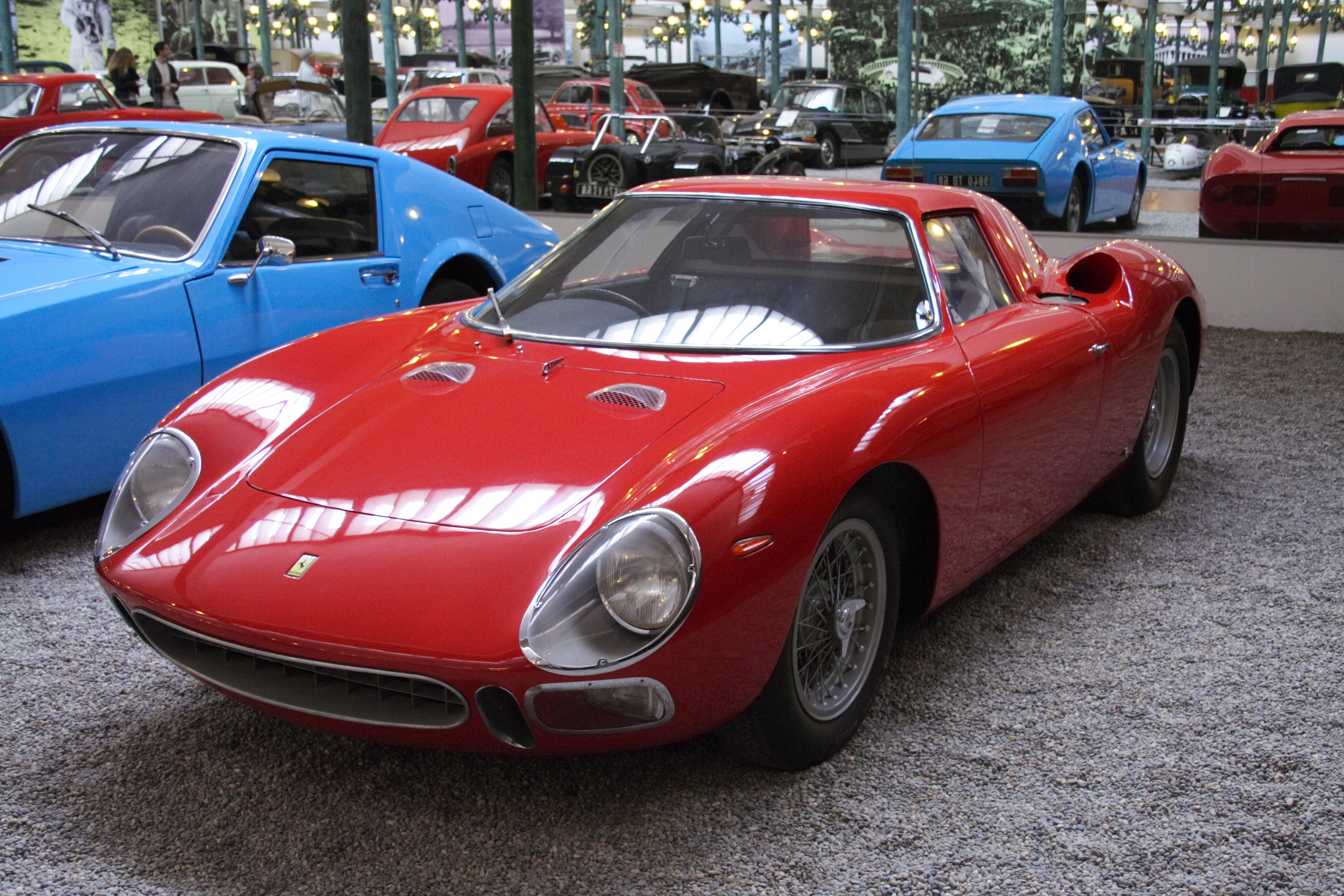
Ferrari Coupe 250 LM 1964
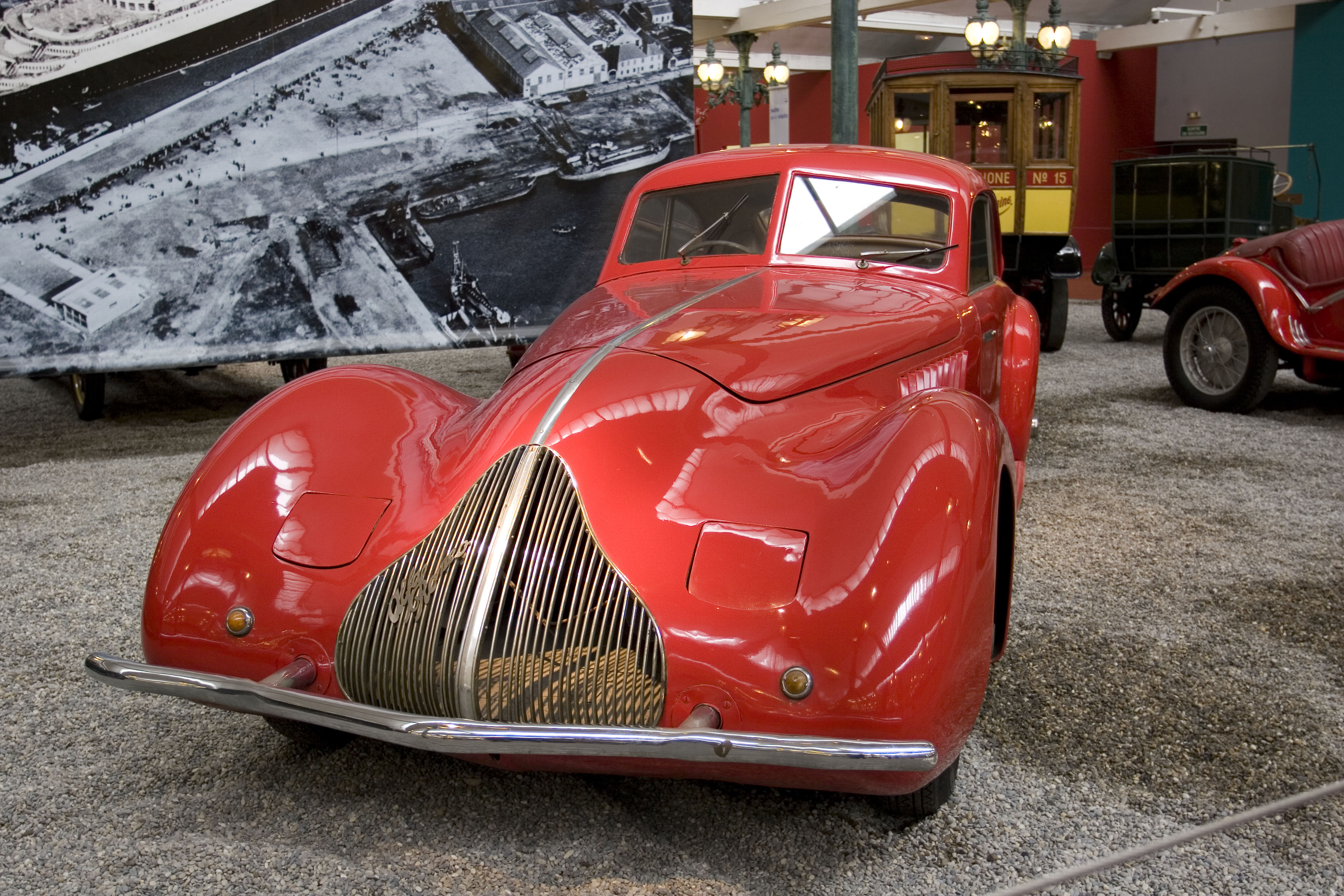
Alfa Romeo 8C 2900 A Pinin Farina Berlinetta